# .ae
.ae is het achtervoegsel van domeinnamen van de Verenigde Arabische Emiraten. Het wordt onderhouden door TRA, die dat onder de naam .aeDA doet.

## Tweede en derde levelregistraties
Registraties zijn meteen toegestaan bij het tweede level of bij het derde level onder verschillende categorielabels. Vroeger werd .co.ae gebruikt voor commerciële entiteiten, maar dit is afgekeurd ten gunste van commercieel gebruik van tweede levelregistraties. Reeds bestaande .co.ae-registraties waren toegestaan als hun beheerders ze willen behouden. In 2008 zijn .co.ae geherintroduceerd
- .ae - Bedrijven, organisaties en individuelen
- .net.ae - Netwerkaanbieders
- .gov.ae - Regering en ministeries
- .ac.ae - Colleges, universiteiten en academische instituten
- .sch.ae - Publieke en privéscholen
- .org.ae - Non-profitorganisaties
- .mil.ae - Militaire entiteiten
- .pro.ae - Professionelen
- .name.ae - Individuelen

Omdat namen direct geregistreerd kunnen worden bij het tweede level en veel Engelse woorden eindigen op -ae, zijn er verschillende domeinhackmogelijkheden.